# Robert Bergland
Robert Bergland, detto anche Bob Bergland (Roseau, 22 luglio 1928 – Roseau, 9 dicembre 2018), è stato un politico statunitense, Segretario dell'Agricoltura durante l'amministrazione Carter e in precedenza membro della Camera dei Rappresentanti per lo stato del Minnesota dal 1971 al 1977.

## Biografia
Cresciuto nella fattoria di famiglia (dove vive tuttora), ha studiato scienze agrarie all'Università del Minnesota. È stato funzionario presso il Dipartimento dell'Agricoltura degli Stati Uniti d'America dal 1936 al 1968.
Nel 1971 venne eletto alla Camera dei Rappresentanti come membro del Partito Democratico-Contadino-Laburista del Minnesota, sconfiggendo il repubblicano Odin Langen; Bergland vi rimase fino al 1977, quando rassegnò le dimissioni per accettare l'incarico di Segretario dell'Agricoltura offertogli da Jimmy Carter.
Dopo la fine dell'amministrazione Carter, Bergland tornò ad operare nel settore privato, occupandosi sempre di agricoltura e divenendo vicepresidente della National Rural Electric Cooperative Association.